# Fehlstrecke

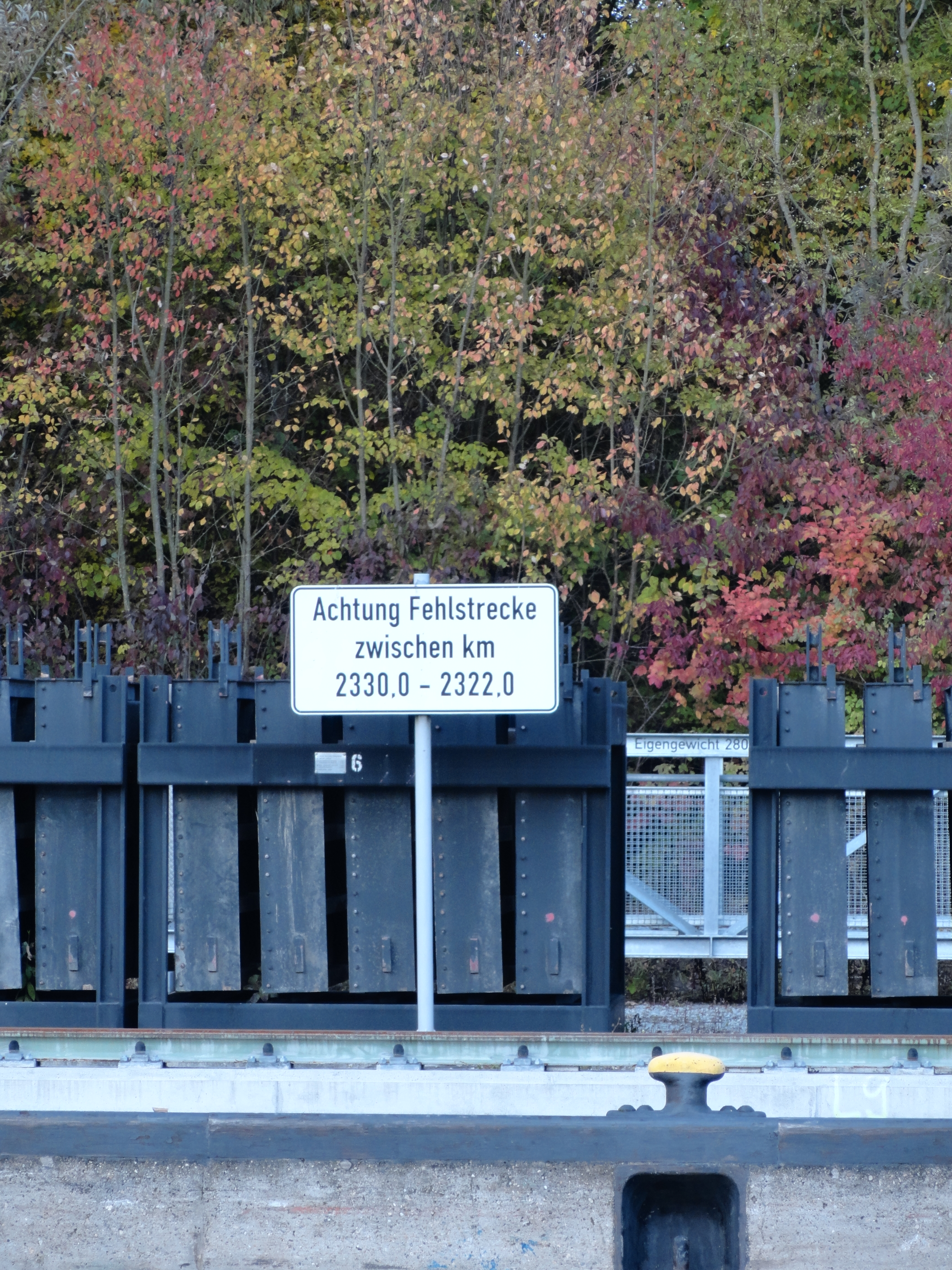
Hinweisschild auf Fehlstrecke

Von Fehlstrecke wird bei der Kilometrierung von bestehenden Verkehrswegen (wie etwa Straßen, Schienenwege und Flüsse) gesprochen, wenn sich durch bauliche Maßnahmen Verkürzungen in einzelnen Bereichen ergeben haben.
Da eine Versetzung der Kilometermarken entlang des gesamten Verkehrsweges praktisch unmöglich ist, wird die Streckenverkürzung durch Beibehalten der bestehenden Kilometrierung und Fortführen der Kilometrierung entlang des verkürzten Streckenabschnittes abgebildet. Die entstehende Differenz, die der Streckenlänge der Abkürzung entspricht, wird als Fehlstrecke an dem Verkehrsweg gekennzeichnet und auch in Karten und Geoinformationssystemen ausgewiesen.
Unkenntnis von Fehlstrecken führt zu falschen Berechnungen der Streckenlänge, falls die Berechnung ausschließlich auf den Kilometermarkierungen beruht.
Bei Wasserstraßen führen speziell wasserbaulichen Maßnahmen, beispielsweise die Abkürzung einer Flussschleife durch einen Kanalbau, zu diesen Fehlstrecken in der Kilometrierung.

## Fehlstrecken der Donau

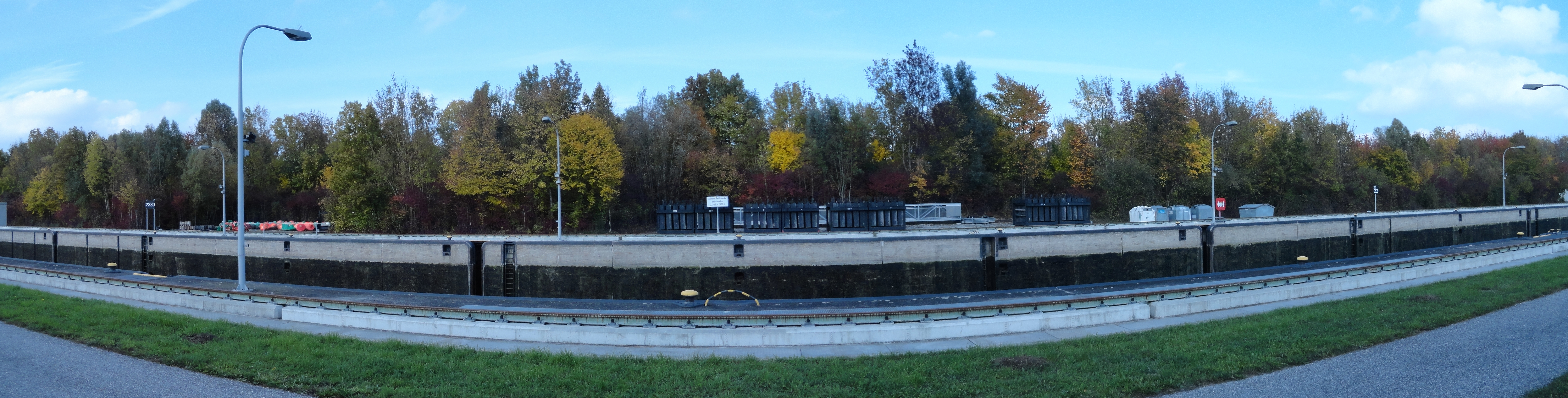
Kennzeichnungen der Fehlstrecke Schleuse Straubing

Eine außergewöhnlich lange Fehlstrecke der Donau misst 7900 m und liegt zwischen km 2330 und km 2322.
| von – bis           | ! Bereich                   | Verkürzung in km |
| ------------------- | --------------------------- | ---------------- |
| 2402,000 - 2401,960 | Poikam                      | 0,040            |
| 2398,700 - 2397,200 | Bad Abbach (Schleuse)       | 1,500            |
| 2381,500 - 2381,283 | Regensburg (Schleusenkanal) | 0,217            |
| 2354,900 - 2354,827 | Geisling (Staustufe)        | 0,073            |
| 2330,600 - 2330,539 | Straubing (Staustufe)       | 0,061            |
| 2330,000 - 2322,100 | Straubing (Schleuse)        | 7,900            |
| 2318,800 - 2318,738 | Thurnhof (Straubing)        | 0,062            |
| 2402,000 - 2318,738 | SUMME                       | 9,853 (SUMME)    |

## Fehlstrecken des Rheins

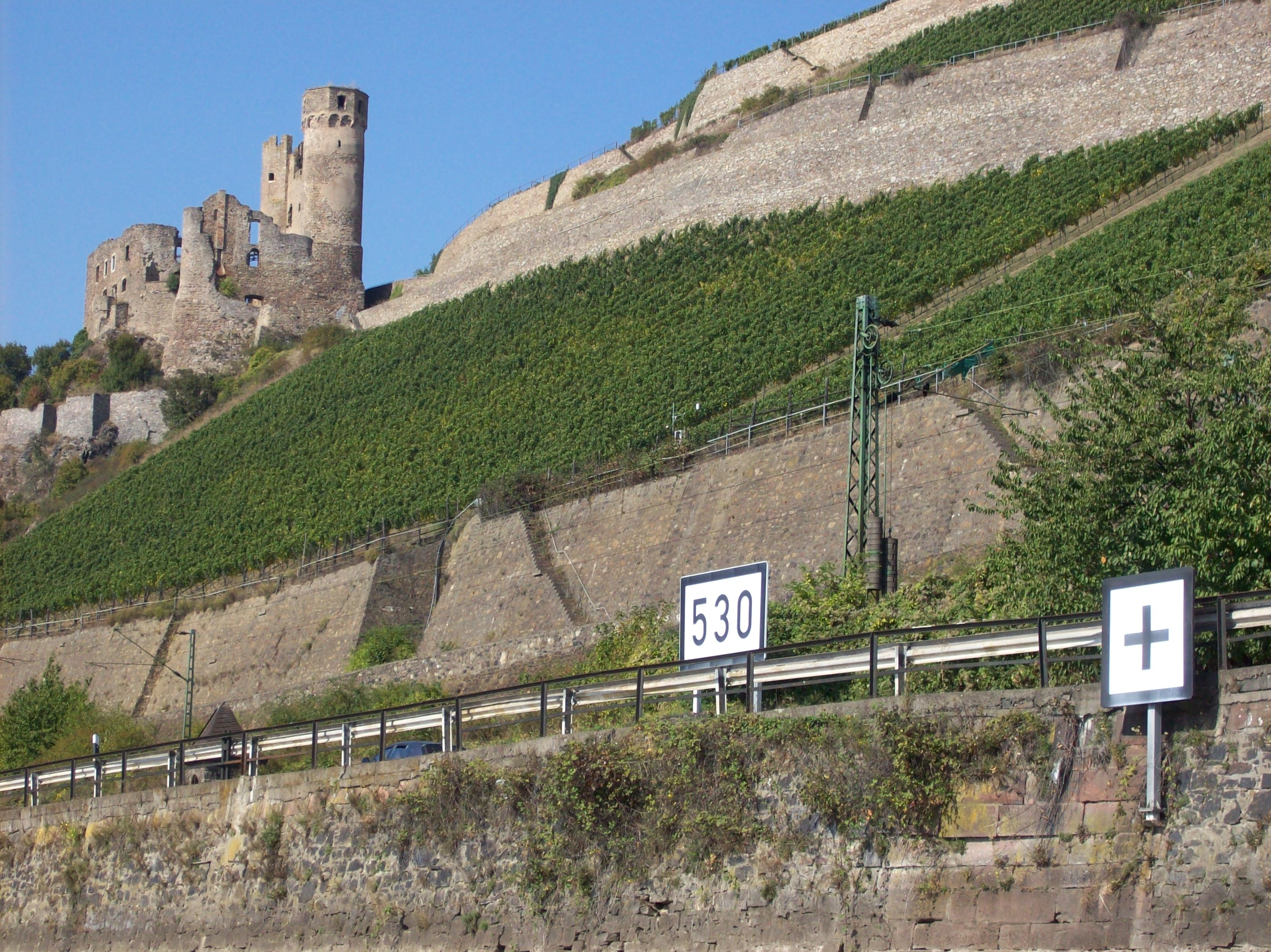
Kennzeichnungen des "kurzen Kilometers" bei Bingen

Am Rhein gibt es drei Fehlstrecken mit insgesamt 1240 m. Sie befinden sich bei Stein am Rhein, bei Roxheim und bei Bingen am Rhein.
| von – bis         | Bereich         | Verkürzung in km |
| ----------------- | --------------- | ---------------- |
| 530,000 - 529,500 | Bingen am Rhein | 0,475            |
| 437,000 - 436,500 | Roxheim         | 0,365            |
| 23,000 - 22,000   | Stein am Rhein  | 0,400            |
| 530,000 - 22,000  | SUMME           | 1,240 (SUMME)    |